# Марк Нопфлер
Марк Фројдер Нопфлер (енгл. Mark Freuder Knopfler; Глазгов, 12. август 1949) је британски гитариста, композитор, певач и члан британске рок групе Dire Straits.

## Каријера
Кнопфлер је познат као гитариста и певач Dire Straits,рок састава чије је песме све он написао. Пошто је наставио соло каријеру њему соло радови нису били страни јер док је био у Dire Straits снимао је филмску музику, продуцирао је албуме за музичаре попут Боба Дилана и Тину Тарнер, а такође је суделовао у једнократним музичким пројектима као при формирању групе -{The Notting Hillbilies}-. Његов стил би се могао описати као класични рок с видним утицајима кантри музике, елементима ирске и шкотске народне музике али и с благим блуз звуком. Као самосталан музичар постиже добар успех, док су његови албуми врло добро примљени код поштовалаца групе Dire Straits. Кнопфлер ужива висок углед као један од најбољих светских гитариста (27. на Ролинг стоуновој листи).
Два пута је наступао у Београду у Београдској арени. Први пут 10. јуна 2008. године, а други 30. априла 2013. године поводом новог албума "Privateering“.

## Дискографија
Албуми Дајер стрејтса
- Dire Straits (1978)
- Communiqué (1979)
- Making Movies (1980)
- Love over Gold (1982)
- Alchemy (1984, уживо)
- Brothers in Arms (1985)
- Money for Nothing (1988, компилација)
- On Every Street (1991)
- On the Night (1993, live)
- Live at the BBC (1995, уживо)
- Sultans of Swing: The Very Best of Dire Straits (1998, компилација)
- Private Investigations (2005, компилација)

Соло албуми
- Golden Heart (1996)
- Sailing to Philadelphia (2000)
- The Ragpicker's Dream (2002)
- Shangri-La (2004)
- One Take Radio Sessions (2005)
- Kill to Get Crimson (2007)
- Get Lucky (2009)
- Privateering (2012)
- Tracker (2015)
- Down the Road Wherever (2018)
- One Deep River (2024)